# Hypoplectrus puella
Hypoplectrus puella är en fiskart som först beskrevs av Cuvier 1828.  Hypoplectrus puella ingår i släktet Hypoplectrus och familjen havsabborrfiskar. Inga underarter finns listade i Catalogue of Life.